# Margherita Cogo
Margherita Cogo (Tione di Trento, 2 ottobre 1951) è una politica italiana, presidente della regione Trentino-Alto Adige dal 1999 al 2002.

## Biografia
In seguito ai suoi studi di filosofia all'Università di Padova, lavorò per molto tempo come insegnante.
Nel 1985 entrò nel consiglio comunale di Tione come membro del PSI.
Nel 1990 fu votata nuovamente e divenne nel 1993 sindaco, primo sindaco donna del suo paese, in seguito alla vittoria della coalizione del centro-sinistra. Nel 1995 fu rivotata per la poltrona di sindaco.
Nel 1998 viene eletta nel Consiglio della provincia autonoma di Trento (e conseguentemente in Consiglio regionale) con i Democratici di Sinistra.
Tra il 1999 e il 2002 fu presidente della regione Trentino-Alto Adige, rappresentante della coalizione di centro-sinistra e della Südtiroler Volkspartei. È la prima donna Presidente della Regione.
Durante la sua Presidenza sostiene la modifica dello Statuto d'Autonomia, esprimendo parere favorevole all'introduzione in Costituzione di una norma transitoria che declina l'elezione diretta del Presidente della Provincia. Si dimette ben due volte, nel 2002 le dimissioni vengono accettate.
Rieletta nel 2003, è fino al 2008 vicepresidente della Provincia autonoma di Trento e assessore alla cultura.
È la prima donna Vicepresidente della Provincia. Come Assessore alla cultura promuove e fa approvare una legge che riordina il sistema culturale provinciale.
Dà avvio al progetto di realizzazione del MUSE, il museo delle scienze di Trento, progettato da Renzo Piano. Nel 2007 ottiene l'aggiudicazione della biennale di arte contemporanea "Manifesta7".
Rieletta nel 2008 ricopre per metà mandato il ruolo di assessore agli enti locali della Regione Trentino Alto Adige. Predispone un ddl che riduce il numero dei consiglieri comunali e dei componenti le giunte comunali. Nel 2013 non si ricandida.
Il 23 giugno 2022 aderisce a Italia Viva,il partito dell’ex premier Matteo Renzi
Nel 2014 viene nominata Presidente della Scuola Musicale delle Giudicarie.